# Paris Gare du Nord
A Gare du Nord (ejtsd: [ɡaʁ dy nɔːʁ]; magyarul: Északi pályaudvar), hivatalosan Paris-Nord, a hét nagy távolsági vasúti fejpályaudvar egyike Franciaországban, Párizsban. Európa legforgalmasabbikaként tartják számon az itt megforduló utasok számát tekintve és a második legnagyobb utaskapacitás szempontjából. 2015-ben a Gare du Nord naponta több mint 700 000 utast fogadott. 1861 és 1864 között épült fel az eredeti épület a Chemin de Fer du Nord társaság megbízásából. Azóta több kisebb-nagyobb átalakításon esett át. Jelenleg innen indulnak az Észak-Franciaországba tartó vonatok, valamint számos nemzetközi viszonylat kiindulópontja is ez a pályaudvar. Elérhető többek között az Eurostarral London, a Thalyssal Brüsszel, továbbá Németország és Hollandia nagyvárosai.
A jelenlegi Gare du Nord pályaudvart Jacques Ignace Hittorff francia építész tervezte, Az állomás egy korábbi, jóval kisebb, azonos nevű, 1846 és 1860 között működő terminál helyébe lépett. A 2010-es évek végén és a 2020-as évek elején zajló jelentős felújítási program nagymértékben átalakítja az állomást. A tervek között szerepel az állomás alapterületének és utaskezelő képességének jelentős bővítése, a helyszíni szolgáltatások bővítése és egy új indulási terminál kialakítása a 2024. évi nyári olimpiai játékokra való felkészülés jegyében. Az átalakítás következtében a Gare du Nord Európa legnagyobb vasútállomása lesz.

## Járatok
A pályaudvarról az alábbi járatok indulnak:
| Vonatnem     | Kategória                      | Útvonal | Vonat típus           | Jegyzetek  |
| ------------ | ------------------------------ | --- | --------------------- | ---------- |
| Eurostar     | Nemzetközi nagysebességű vonat | London St Pancras - Ebbsfleet International - Ashford International - Paris Gare du Nord | Eurostar              |            |
| Thalys       | Nemzetközi nagysebességű vonat | Amsterdam Centraal - Schiphol - Rotterdam Centraal - Antwerpen-Centraal - Brüsszel - Paris Gare du Nord | TGV PBA/TGV PBKA      |            |
| Thalys       | Nemzetközi nagysebességű vonat | Köln Hbf - Aachen Hbf - Liège-Guillemins - Brüsszel - Paris Gare du Nord | TGV PBKA              |            |
| Thalys       | Nemzetközi nagysebességű vonat | Oostende - Brugge - Gent-Sint-Pieters - Brüsszel - Paris Gare du Nord | TGV PBA/TGV PBKA      | 1x egy nap |
| TGV          | Nagysebességű vonat            | Tourcoing - Roubaix - Croix-Wasquehal - Lille-Flandres - Paris Gare du Nord | TGV Sud-Est, Eurostar |            |
| TGV          | Nagysebességű vonat            | Calais-Ville - Calais-Fréthun - Lille-Europe - Paris Gare du Nord |                       |            |
| TGV          | Nagysebességű vonat            | Rang-du-Fliers-Verton - Étaples-Le Touquet - Boulogne-Ville - Calais-Fréthun - Lille-Europe - Paris Gare du Nord |                       |            |
| TGV          | Nagysebességű vonat            | Dunkerque - Hazebrouck - Béthune - Lens - Arras - Paris Gare du Nord | TGV Sud-Est           |            |
| TGV          | Nagysebességű vonat            | Saint-Omer - Hazebrouck - Béthune - Lens - Arras - Paris Gare du Nord |                       |            |
| TGV          | Nagysebességű vonat            | Valenciennes - Douai - Arras - Paris Gare du Nord |                       |            |
| Intercités   | Intercity                      | Boulogne-Ville - Étaples-Le Touquet - Rang-du-Fliers - Rue - Noyelles - Abbeville - Amiens - Longueau - Saint-Just-en-Chaussée - Clermont - Creil - Paris Gare du Nord | BB 67400              |            |
| Intercités   | Intercity                      | Amiens - Longueau - Breteuil-Embranchement - Saint-Just-en-Chaussée - Clermont - Paris Gare du Nord | BB 67400              |            |
| Intercités   | Intercity                      | Maubeuge - Aulnoye-Aymeries - Saint-Quentin - Compiègne - Paris Gare du Nord |                       | 5x egy nap |
| Intercités   | Intercity                      | Cambrai - Caudry - Busigny - Saint-Quentin - Compiègne - Paris Gare du Nord |                       | 1x egy nap |
| TER Picardie | TER                            | Laon - Anizy-Pinon - Soissons - Villers-Cotterêts - Crépy-en-Valois - Paris Gare du Nord |                       |            |
| TER Picardie | TER                            | Laon - La Neuville-sous-Laon - Clacy-Mons - Anizy-Pinon - Vauxaillon - Margival - Crouy - Soissons - Vierzy - Villers-Cotterêts - Vaumoise - Crépy-en-Valois - Ormoy-Villers - Nanteuil-le-Haudouin - Le Plessis-Belleville - Dammartin-Juilly-Saint-Mard - Paris Gare du Nord |                       |            |
| TER Picardie | TER                            | Busigny - Bohain - Saint-Quentin - Montescourt - Tergnier - Viry-Noureuil - Chauny - Appilly - Noyon - Ourscamps - Ribécourt - Thourotte - Longueil-Annel - Choisy-au-Bac - Compiègne - Jaux - Le Meux-La Croix-Saint-Ouen - Longueil-Sainte-Marie - Chevrières - Pont-Sainte-Maxence - Rieux-Angicourt - Villers-Saint-Paul - Creil - Chantilly-Gouvieux - Orry-la-Ville-Coye - Paris Gare du Nord |                       |            |
| TER Picardie | TER                            | Amiens - Longueau - Ailly-sur-Noye - Breteuil-Embranchement - Saint-Just-en-Chaussée - Clermont - Liancourt-Rantigny - Laigneville - Creil - Chantilly-Gouvieux - Orry-la-Ville-Coye - Paris Gare du Nord |                       |            |
| TER Picardie | TER                            | Beauvais - Villers-sur-Thère - Saint-Sulpice-Auteuil - Laboissière-Le Déluge - Méru - Esches - Bornel-Belle-Église - Chambly - Persan-Beaumont - Paris Gare du Nord |                       |            |

## Kapcsolata más pályaudvarokkal
Párizs egyéb pályaudvarait az alábbi tömegközlekedési módokon érhetjük el:
- Paris Gare de l’Est - gyalogosan kb. 5 perc sétával;
- Paris Gare de Lyon - a párizsi RER D vonalán;
- Paris Gare de Bercy - a párizsi metró 4-es vonalán Châtelet állomásig, majd onnan a 14-es metróval;
- Paris Gare d’Austerlitz - a párizsi metró 5-ös vonalán;
- Paris Gare Montparnasse - a párizsi metró 4-es vonalán Montparnasse-Bienvenüe metróállomásától gyalogosan;
- Paris Gare Saint-Lazare - a párizsi metró 12-es vonalán Pigalle állomásig, majd ott átszállással a 4-es vonalra.

## Megjelenése a kultúrában
A pályaudvar több filmben is szerepel. Ide érkezett Mr. Bean a Mr. Bean nyaral című filmben, innen menekültek tovább Dan Brown hősei a francia rendőrség elől a A Da Vinci-kód című filmben és könyvben. Feltűnik még a Ocean’s Twelve – Eggyel nő a tét, A Bourne-rejtély és A Bourne-ultimátum című filmekben is.

## Képek

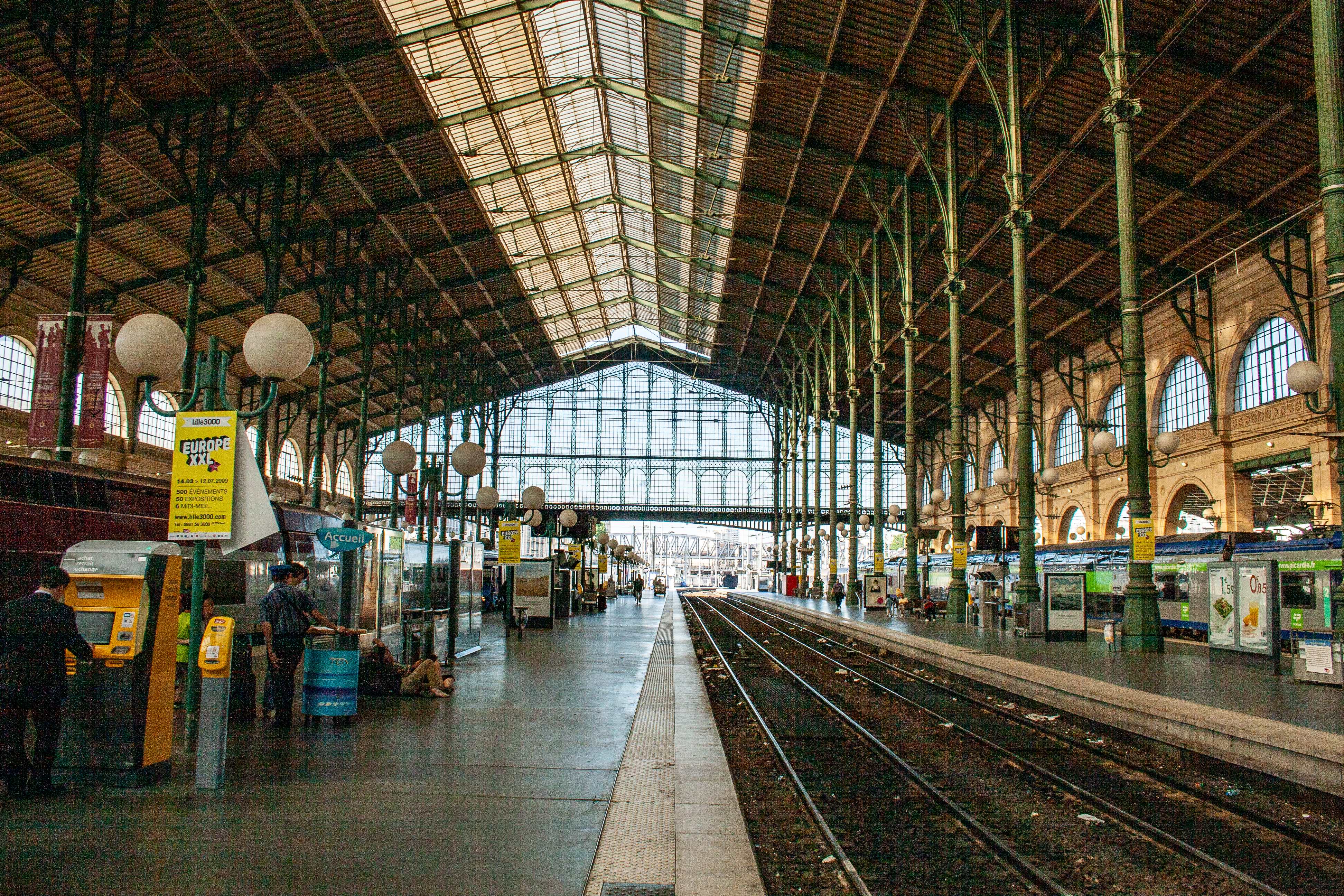
A csarnok
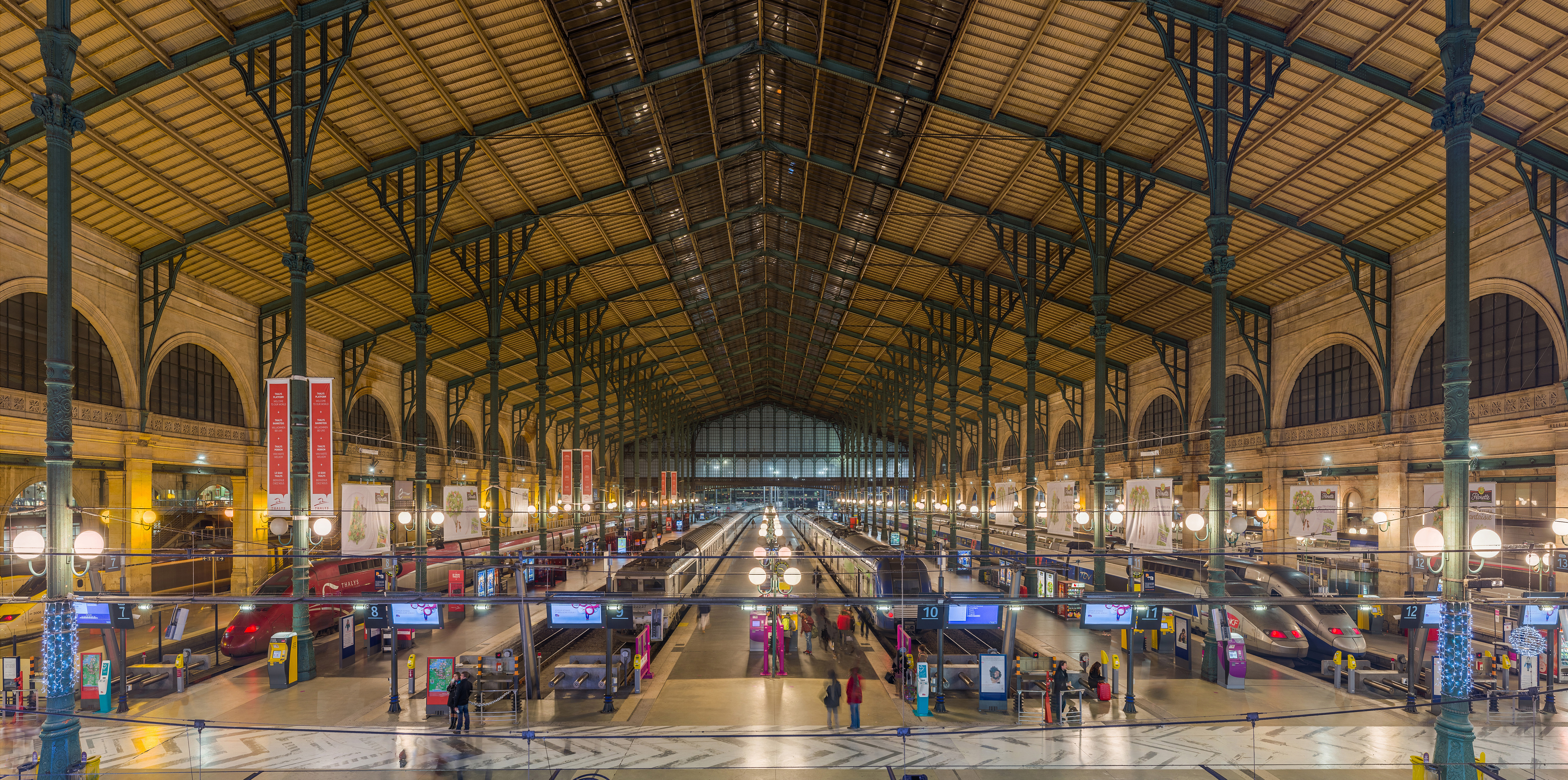
A csarnok
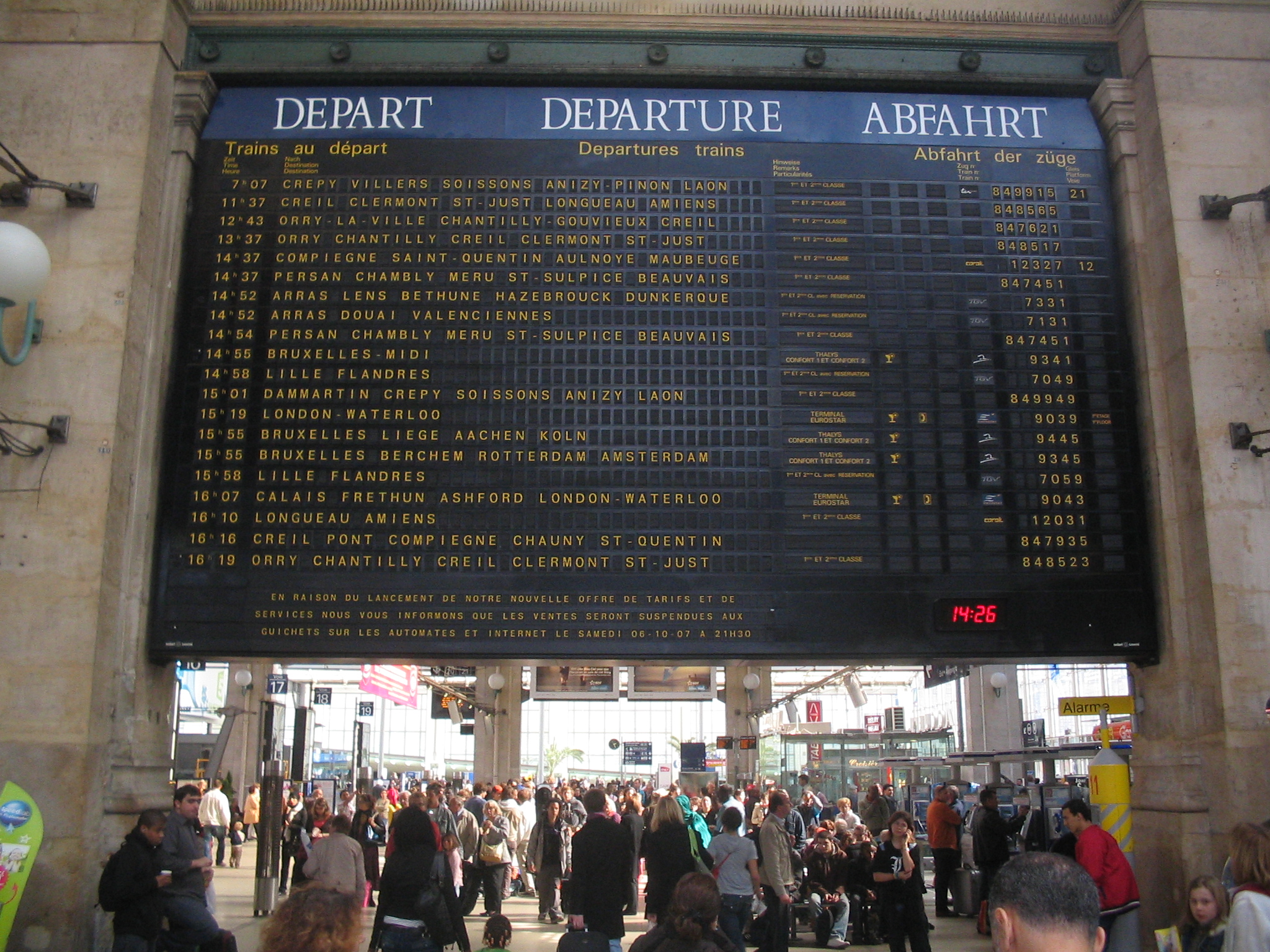
Utastájékoztató tábla a leggyakoribb célállomásokkal
Párizs pályaudvarai és célállomásai